# 2008-as IIHF divízió III-as jégkorong-világbajnokság
A 2007-es IIHF divízió III-as jégkorong-világbajnokságot Dundalkban, Írországban rendezték április 15. és 21. között. A vb-n 5 válogatott vett részt, egy ötös csoportban.

## Selejtező
2008. február 15. és 17. között selejtezőt rendeztek a Bosznia-hercegovinai Szarajevóban. A győztes Görögország részt vehetett a 2008-as divízió III-as világbajnokságon. Bosznia-Hercegovina először méretettet meg magát nemzetközi tornán, míg Görögország utoljára 1999-ben vett részt a jégkorong-világbajnokságon.
A selejtező szervezői úgy döntöttek, hogy törlik Örményország eredményeit és 5–0-ás gólkülönbséggel Görögországot és Bosznia-Hercegovinát hozzák ki győztesnek. Ennek oka, hogy az örmények az első mérkőzésükig négy alkalommal sem voltak hajlandóak bemutatni a játékosaik útlevelét. Eredetileg 8–5-ös vereséget szenvedtek Görögországtól, míg Bosznia-Hercegovinát legyőzték 15–1-re. A döntéstől függetlenül Görögország két győzelemmel amúgy is megnyerte volna a selejtezőtornát. 

### Résztvevők
| Csapat              | Kvalifikáció módja                                                                           |
| ------------------- | -------------------------------------------------------------------------------------------- |
| Bosznia-Hercegovina | Rendező, először szerepelt IIHF-tornán.                                                      |
| Görögország         | Először szerepelt IIHF-tornán 1999 óta.                                                      |
| Örményország        | Visszalépett a 2007-es IIHF divízió III-as vilűgbajnokságtól és selejtezőt kellett játszania |

### Eredmények
A mérkőzések kezdési időpontjai helyi idő szerint (UTC+1) értendők.
| 2008. február 15. 20:30 | Görögország | 10–1 (1–0, 4–1, 5–0) | Bosznia-Hercegovina | Zetra Olimpiai Csarnok, Szarajevó |

| Jegyzőkönyv | Jegyzőkönyv | Jegyzőkönyv | Jegyzőkönyv | Jegyzőkönyv |
| ----------- | ----------- | ----------- | ----------- | ----------- |
|             |             |             |             |             |
|             |             |             |             |             |
|             |             |             |             |             |
|             |             |             |             |             |

| 2008. február 16. 20:30 | Örményország | 0–5 (megítélt eredmény) | Görögország | Zetra Olimpiai Csarnok, Szarajevó |

|  |  |  |  |  |
|  |  |  |  |  |
|  |  |  |  |  |
|  |  |  |  |  |

| 2008. február 17. 17:00 | Bosznia-Hercegovina | 5–0 (megítélt eredmény) | Örményország | Zetra Olimpiai Csarnok, Szarajevó |

|  |  |  |  |  |
|  |  |  |  |  |
|  |  |  |  |  |
|  |  |  |  |  |

## Résztvevők
A világbajnokságon az alábbi 6 válogatott vett részt.
| Csapat                  | Kvalifikáció módja                                                                            |
| ----------------------- | --------------------------------------------------------------------------------------------- |
| Törökország             | Előző évben a divízió II A csoportjának 6. helyén végzett és kiesett.                         |
| Észak-Korea             | Előző évben visszalépett a divízió II B csoportjából és vissza lett sorolva a divízió III-ba. |
| Luxemburg               | Rendező, előző évben a divízió III 3. helyén végzett.                                         |
| Dél-afrikai Köztársaság | Előző évben a divízió III 4. helyén végzett.                                                  |
| Mongólia                | Előző évben a divízió III 5. helyén végzett.                                                  |
| Görögország             | A 2008-as divízió III-as selejtezőben az 1. helyen végzett.                                   |

## Eredmények
| Jelmagyarázat              |
| -------------------------- |
| Feljutott a divízió II-be. |

### Végeredmény
| Nemzet                  | M | Gy | HGy | HV | V | G+ | G- | Gk  | P  |
| ----------------------- | - | -- | --- | -- | - | -- | -- | --- | -- |
| Észak-Korea             | 5 | 5  | 0   | 0  | 0 | 40 | 6  | +34 | 15 |
| Dél-afrikai Köztársaság | 5 | 4  | 0   | 0  | 1 | 29 | 16 | +13 | 12 |
| Luxemburg               | 5 | 1  | 2   | 0  | 2 | 22 | 13 | +9  | 7  |
| Törökország             | 5 | 2  | 0   | 1  | 2 | 27 | 24 | +3  | 7  |
| Görögország             | 5 | 1  | 0   | 1  | 3 | 17 | 28 | −11 | 4  |
| Mongólia                | 5 | 0  | 0   | 0  | 5 | 11 | 59 | −48 | 0  |

### Eredmények
A mérkőzések kezdési időpontjai helyi idő szerint (UTC+1) értendők.
| 2008. március 31. 13:00 | Görögország | 1–5 (0–2, 0–0, 1–3) | Dél-afrikai Köztársaság | Kockelscheuer Ice Rink, Luxembourg |

| Jegyzőkönyv | Jegyzőkönyv | Jegyzőkönyv | Jegyzőkönyv | Jegyzőkönyv |
| ----------- | ----------- | ----------- | ----------- | ----------- |
|             |             |             |             |             |
|             |             |             |             |             |
|             |             |             |             |             |
|             |             |             |             |             |

| 2008. március 31. 16:30 | Észak-Korea | 17–0 (6–0, 5–0, 6–0) | Mongólia | Kockelscheuer Ice Rink, Luxembourg |

| Jegyzőkönyv | Jegyzőkönyv | Jegyzőkönyv | Jegyzőkönyv | Jegyzőkönyv |
| ----------- | ----------- | ----------- | ----------- | ----------- |
|             |             |             |             |             |
|             |             |             |             |             |
|             |             |             |             |             |
|             |             |             |             |             |

| 2008. március 31. 20:15 | Luxemburg | 5–4 (h.u.) (2–1, 0–2, 2–1) (h.u.: 1–0) | Törökország | Kockelscheuer Ice Rink, Luxembourg |

| Jegyzőkönyv | Jegyzőkönyv | Jegyzőkönyv | Jegyzőkönyv | Jegyzőkönyv |
| ----------- | ----------- | ----------- | ----------- | ----------- |
|             |             |             |             |             |
|             |             |             |             |             |
|             |             |             |             |             |
|             |             |             |             |             |

| 2008. április 1. 13:00 | Mongólia | 4–10 (1–2, 1–5, 2–3) | Görögország | Kockelscheuer Ice Rink, Luxembourg |

| Jegyzőkönyv | Jegyzőkönyv | Jegyzőkönyv | Jegyzőkönyv | Jegyzőkönyv |
| ----------- | ----------- | ----------- | ----------- | ----------- |
|             |             |             |             |             |
|             |             |             |             |             |
|             |             |             |             |             |
|             |             |             |             |             |

| 2008. április 1. 16:30 | Törökország | 1–7 (0–1, 1–1, 0–5) | Dél-afrikai Köztársaság | Kockelscheuer Ice Rink, Luxembourg |

| Jegyzőkönyv | Jegyzőkönyv | Jegyzőkönyv | Jegyzőkönyv | Jegyzőkönyv |
| ----------- | ----------- | ----------- | ----------- | ----------- |
|             |             |             |             |             |
|             |             |             |             |             |
|             |             |             |             |             |
|             |             |             |             |             |

| 2008. április 1. 20:00 | Észak-Korea | 2–1 (0–0, 0–0, 2–1) | Luxemburg | Kockelscheuer Ice Rink, Luxembourg |

| Jegyzőkönyv | Jegyzőkönyv | Jegyzőkönyv | Jegyzőkönyv | Jegyzőkönyv |
| ----------- | ----------- | ----------- | ----------- | ----------- |
|             |             |             |             |             |
|             |             |             |             |             |
|             |             |             |             |             |
|             |             |             |             |             |

| 2008. április 3. 13:00 | Törökország | 11–3 (5–1, 3–2, 3–0) | Mongólia | Kockelscheuer Ice Rink, Luxembourg |

| Jegyzőkönyv | Jegyzőkönyv | Jegyzőkönyv | Jegyzőkönyv | Jegyzőkönyv |
| ----------- | ----------- | ----------- | ----------- | ----------- |
|             |             |             |             |             |
|             |             |             |             |             |
|             |             |             |             |             |
|             |             |             |             |             |

| 2008. április 3. 16:00 | Észak-Korea | 7–3 (2–1, 2–0, 3–2) | Görögország | Kockelscheuer Ice Rink, Luxembourg |

| Jegyzőkönyv | Jegyzőkönyv | Jegyzőkönyv | Jegyzőkönyv | Jegyzőkönyv |
| ----------- | ----------- | ----------- | ----------- | ----------- |
|             |             |             |             |             |
|             |             |             |             |             |
|             |             |             |             |             |
|             |             |             |             |             |

| 2008. április 3. 20:00 | Luxemburg | 4–5 (1–1, 1–3, 2–1) | Dél-afrikai Köztársaság | Kockelscheuer Ice Rink, Luxembourg |

| Jegyzőkönyv | Jegyzőkönyv | Jegyzőkönyv | Jegyzőkönyv | Jegyzőkönyv |
| ----------- | ----------- | ----------- | ----------- | ----------- |
|             |             |             |             |             |
|             |             |             |             |             |
|             |             |             |             |             |
|             |             |             |             |             |

| 2008. április 5. 13:00 | Dél-afrikai Köztársaság | 0–6 (0–3, 0–2, 0–1) | Észak-Korea | Kockelscheuer Ice Rink, Luxembourg |

| Jegyzőkönyv | Jegyzőkönyv | Jegyzőkönyv | Jegyzőkönyv | Jegyzőkönyv |
| ----------- | ----------- | ----------- | ----------- | ----------- |
|             |             |             |             |             |
|             |             |             |             |             |
|             |             |             |             |             |
|             |             |             |             |             |

| 2008. április 5. 16:30 | Törökország | 9–1 (3–0, 3–1, 3–0) | Görögország | Kockelscheuer Ice Rink, Luxembourg |

| Jegyzőkönyv | Jegyzőkönyv | Jegyzőkönyv | Jegyzőkönyv | Jegyzőkönyv |
| ----------- | ----------- | ----------- | ----------- | ----------- |
|             |             |             |             |             |
|             |             |             |             |             |
|             |             |             |             |             |
|             |             |             |             |             |

| 2008. április 5. 20:00 | Mongólia | 0–9 (0–1, 0–4, 0–4) | Luxemburg | Kockelscheuer Ice Rink, Luxembourg |

| Jegyzőkönyv | Jegyzőkönyv | Jegyzőkönyv | Jegyzőkönyv | Jegyzőkönyv |
| ----------- | ----------- | ----------- | ----------- | ----------- |
|             |             |             |             |             |
|             |             |             |             |             |
|             |             |             |             |             |
|             |             |             |             |             |

| 2008. április 6. 13:00 | Dél-afrikai Köztársaság | 12–4 (3–2, 5–1, 4–1) | Mongólia | Kockelscheuer Ice Rink, Luxembourg |

| Jegyzőkönyv | Jegyzőkönyv | Jegyzőkönyv | Jegyzőkönyv | Jegyzőkönyv |
| ----------- | ----------- | ----------- | ----------- | ----------- |
|             |             |             |             |             |
|             |             |             |             |             |
|             |             |             |             |             |
|             |             |             |             |             |

| 2008. április 6. 16:30 | Törökország | 2–8 (3–2, 5–1, 4–1) | Észak-Korea | Kockelscheuer Ice Rink, Luxembourg |

| Jegyzőkönyv | Jegyzőkönyv | Jegyzőkönyv | Jegyzőkönyv | Jegyzőkönyv |
| ----------- | ----------- | ----------- | ----------- | ----------- |
|             |             |             |             |             |
|             |             |             |             |             |
|             |             |             |             |             |
|             |             |             |             |             |

| 2008. április 6. 20:00 | Luxemburg | 3–2 (sz.) (0–0, 1–0, 1–2) (h.u.: 0–0) (sz: 1–0) | Görögország | Kockelscheuer Ice Rink, Luxembourg |

| Jegyzőkönyv | Jegyzőkönyv | Jegyzőkönyv | Jegyzőkönyv | Jegyzőkönyv |
| ----------- | ----------- | ----------- | ----------- | ----------- |
|             |             |             |             |             |
|             |             |             |             |             |
|             |             |             |             |             |
|             |             |             |             |             |